# کریستین راموس
کریستین گیرمو مارتین راموس گاراگای (اسپانیایی: Christian Guillermo Martín Ramos Garagay‎؛ زادهٔ ۴ نوامبر ۱۹۸۸) بازیکن فوتبال اهل پرو است.
از باشگاه‌هایی که در آن بازی کرده‌است می‌توان به الیانزا لیما، جیمناسیا لاپلاتا و النصر اشاره کرد.
وی همچنین در تیم ملی فوتبال پرو بازی کرده‌است.